# 田中靖郎
田中 靖郎（たなか やすお、1931年（昭和6年）3月18日 - 2018年（平成30年）1月18日）は、日本の物理学者（X線天文学）。位階は正四位。学位は理学博士（大阪大学・1961年）。宇宙科学研究所名誉教授、東京大学名誉教授、名古屋大学特別教授、日本学士院会員、文化功労者。
東京大学原子核研究所助手、名古屋大学理学部助教授、東京大学宇宙航空研究所教授、宇宙科学研究所教授、日本学術振興会ボン研究連絡センターセンター長、 独立行政法人日本学術振興会ボン研究連絡センターセンター長などを歴任した。

## 来歴

### 生い立ち
大阪府生まれ。1953年に大阪大学理学部物理学科卒業、東京大学原子核研究所助手を経て、1961年大阪大学理学博士　「空気シャワー中の核子成分の考察(英文)」。

### 物理学者として
1962年から名古屋大学理学部助教授となり、1974年から1994年まで、東京大学宇宙航空研究所（現JAXA宇宙科学研究所）教授、マックス・プランク宇宙物理学研究所客員教授、宇宙科学研究所名誉教授などに任じられる。宇宙科学研究所教授を退官後、2008年まで日本学術振興会ボン研究連絡センターのセンター長を務めた。X線天文学の分野で超軟X線の測定法考案、X線バーストの吸収線の発見などで貢献し、X線天文衛星「CORSA」、「ぎんが」などの運用に貢献した。2011年12月、日本学士院会員に選出。2018年1月18日、86歳で没した。叙正四位。

## 賞歴
- 仁科記念賞（1985年）
- 東レ科学技術賞（1989年）
- 日本学士院賞・恩賜賞（1993年）
- ジェームズ・クレイグ・ワトソン・メダル（1994年）
- オイゲン・ウント・イルゼ・ザイボルト賞（1999年）
- ブルーノ・ロッシ賞（2001年）

## 栄典
- 文化功労者（2010年）[2]
- 正四位（2018年）